# Boulevard des Belges (Reims)
Pour les articles homonymes, voir Boulevard des Belges.
Le  boulevard des Belges est une voie de la commune de Reims, située au sein du département de la Marne, en région Grand Est.

## Situation et accès
Le boulevard des Belges appartient administrativement au Quartier Laon Zola - Neufchâtel - Orgeval à Reims et permet de joindre le cœur de la ville avec le nord du département.
La voie est a double sens sur toute sa longueur avec une forme curviligne.

## Origine du nom
Il porte ce nom en hommage à l'attitude de la nation belge, fidèle alliée de la France, durant la Première Guerre mondiale.

## Historique
Le boulevard prend le nom de « boulevard des Belges », entre 1926 et 1933.

## Bâtiments remarquables et lieux de mémoire
- L'école maternelle et primaire Jean Macé est située Boulevard des Belges.